# Ефективна отразяваща повърхност
Ефективна отразяваща повърхност или ефективна площ на разсейване (символ в математически уравнения: {\displaystyle \sigma }) в радиолокацията е площта на фиктивна повърхност, разположена перпендикулярно на посоката на падащата плоска вълна. Тя се приема за изотропен отражател (обикновено сфера с идеално проводяща повърхност), който, когато се намира на мястото на целта, произвежда същата плътност на потока мощност на мястото на радарната антена като действителната цел. Единицата за измерване е квадратен метър (м²). Английското наименование е Radar Cross Section, което се превръща в често използваното съкращение RCS.
Ехосигналът на въздухоплавателното средство се състои от компоненти, получени от сумирането на различни механизми на отражение и разсейване на радиовълните. Поради това ефективната площ на разсейване силно зависи от ъгъла на видимост.